# 架空楽団
架空楽団は1979年結成以来、あがた森魚とムーンライダーズをコピーする、日本のアマチュアロックバンド。

## 中心メンバー
黒瀬尚彦(1957年生まれ、Guitar)、石原真(1957年生まれ、Bass)、山田雅義(1958年生まれ、Vocal)

## 他メンバー
佐藤ふくみ(Vln)、矢島俊輔(Sampler)、国平貴之(Tp)、後藤達生(Dr)、後藤真理子(Key)、石原桃子(Dr)。 助演：ハミングモヘアステッチ(Chorus)
(中心メンバー以外は流動的。上記は2008年の東京公演での出演メンバー）

## 来歴
1979年に岡山市の長谷川楽器ホールにて、あがた森魚とムーンライダーズをコピーするライブを行って以来、同様のライブ公演を行う。
1997年8月に東京で行われた公演には、ムーンライダーズのメンバーである、鈴木慶一、鈴木博文、かしぶち哲郎がゲスト出演。
以降行われた公演にても、あがた森魚やムーンライダーズのメンバーである武川雅寛、白井良明、岡田徹、および、あがた森魚、ムーンライダーズと関連が深い、サエキけんぞう、伊藤ヨタロウ、岩井俊二、細井豊、佐野史郎、本多信介、鈴木茂、矢野誠、竹内正実、青山陽一、田村玄一、ライオン・メリィ、るり等がゲストとして出演。
公演に於いて、コピーされる本人やその関連のアーチストがゲスト出演するという希有な存在のコピーバンドといえる。

## その他
イラストレーターの矢吹申彦は熱烈なるファンを自認し、2000年の公演に際し架空楽団東京公演のロゴタイプを製作した。